# Styrelsen för internationellt näringslivsbistånd
Styrelsen för internationellt näringslivsbistånd (engelskt namn: Swedish International Enterprise Development Corporation, förkortning: SwedeCorp) var en statlig svensk myndighet för u-landsbistånd, vilken bildades 1991 genom sammanslagning av den tidigare stiftelsen Swedfund, Importkontoret för u-landsprodukter (Impod) samt Sidas industribyrå. 
SwedeCorp, Beredningen för internationellt tekniskt-ekonomiskt samarbete (BITS), Styrelsen för u-landsforskning (SAREC) och Styrelsen för internationell utveckling (SIDA) uppgick i juli 1995 i den nybildade Styrelsen för internationellt utvecklingssamarbete (Sida).
SwedeCorps syfte var att inom en och samma organisation samla svenskt bistånd till näringslivsutveckling. Myndigheten arbetade med insatser inom tre områden: kompetensutveckling, affärsutveckling och kapitalförsörjning. Målgruppen var små- och medelstora företag i u-länder och länder i Central- och Östeuropa. Utbetalningarna var under det sista hela verksamhetsåret 1994 118 miljoner kronor. Myndigheten hade strax under 50 anställda och leddes av generaldirektör Lars Ekengren.